# Паг (острів)

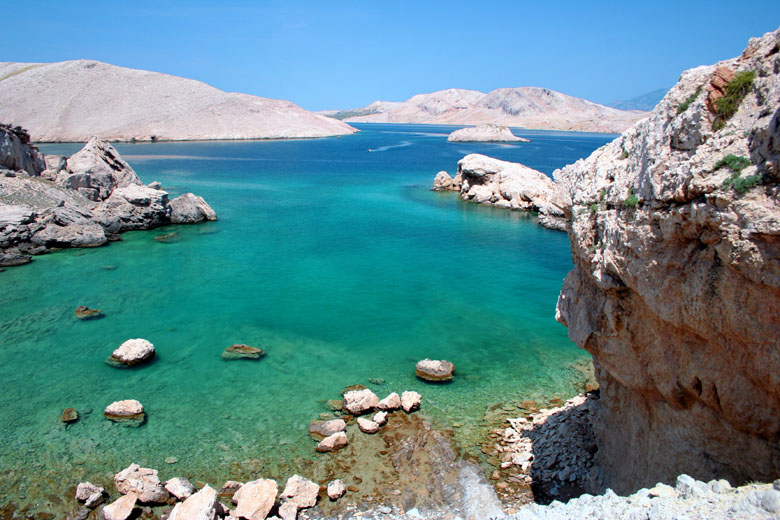
Узбережжя острова

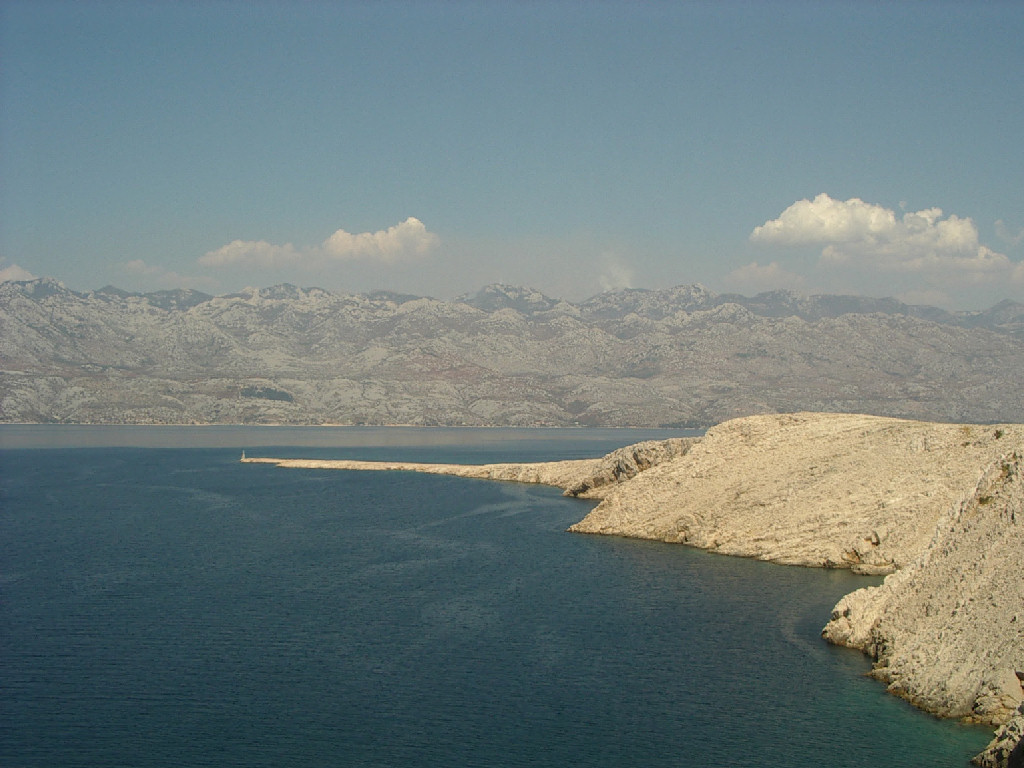
Вид на г. Середній Велебіт з о. Паг, справа видно частину острова

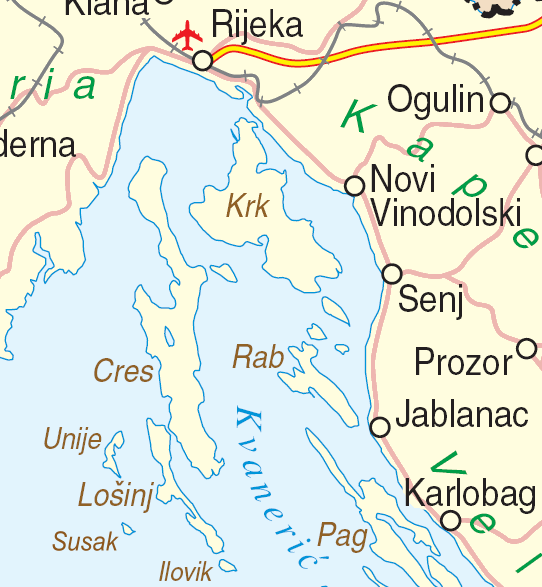
Затока Кварнер

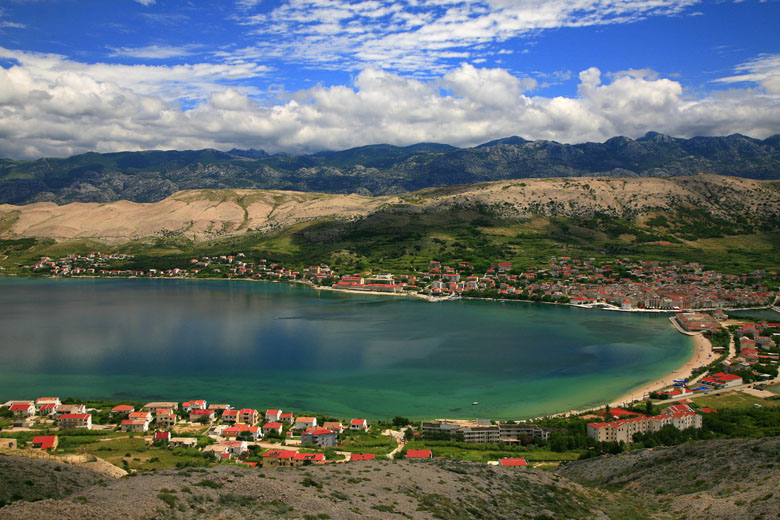
Місто Паг

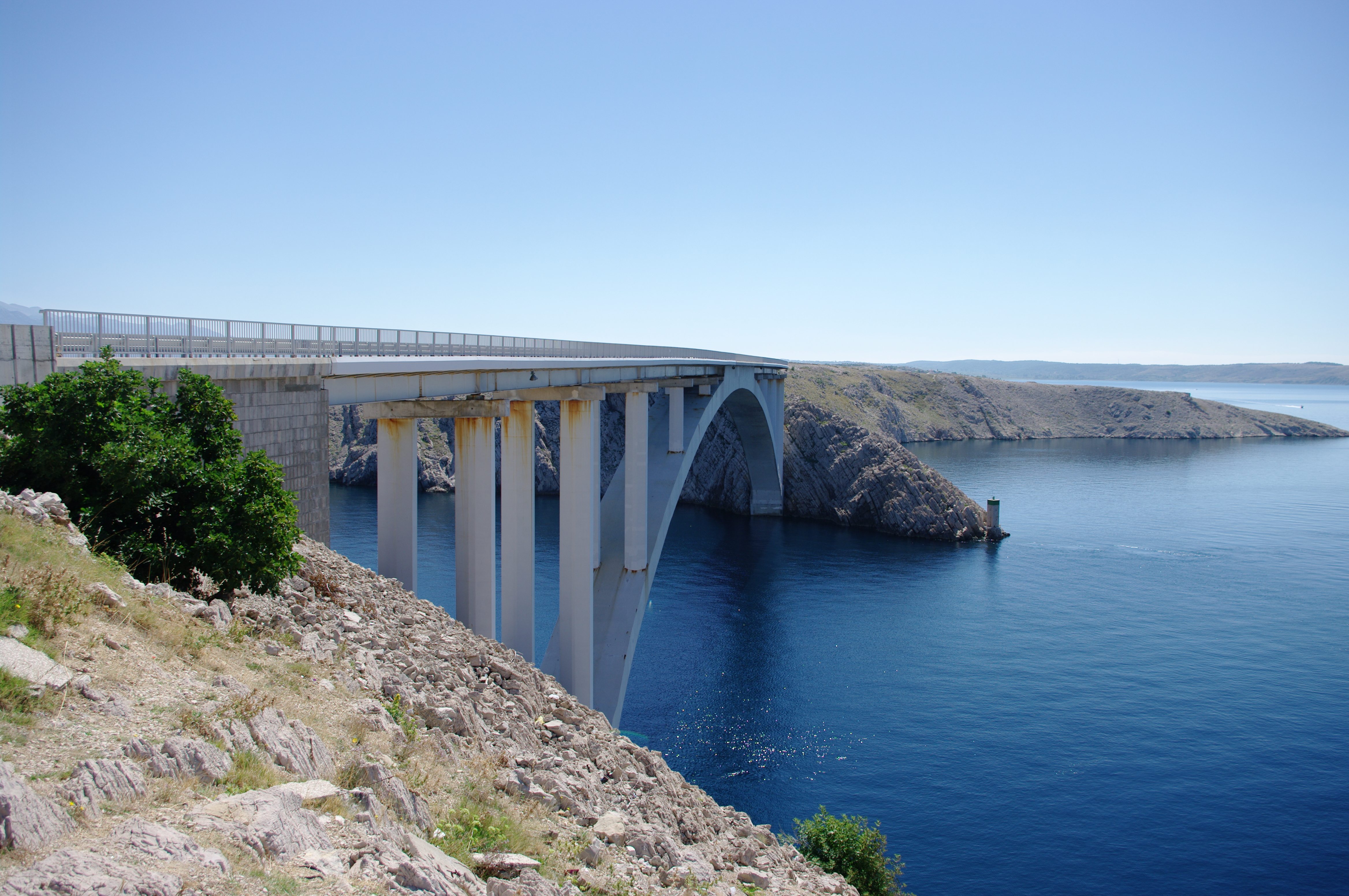
Пажський міст

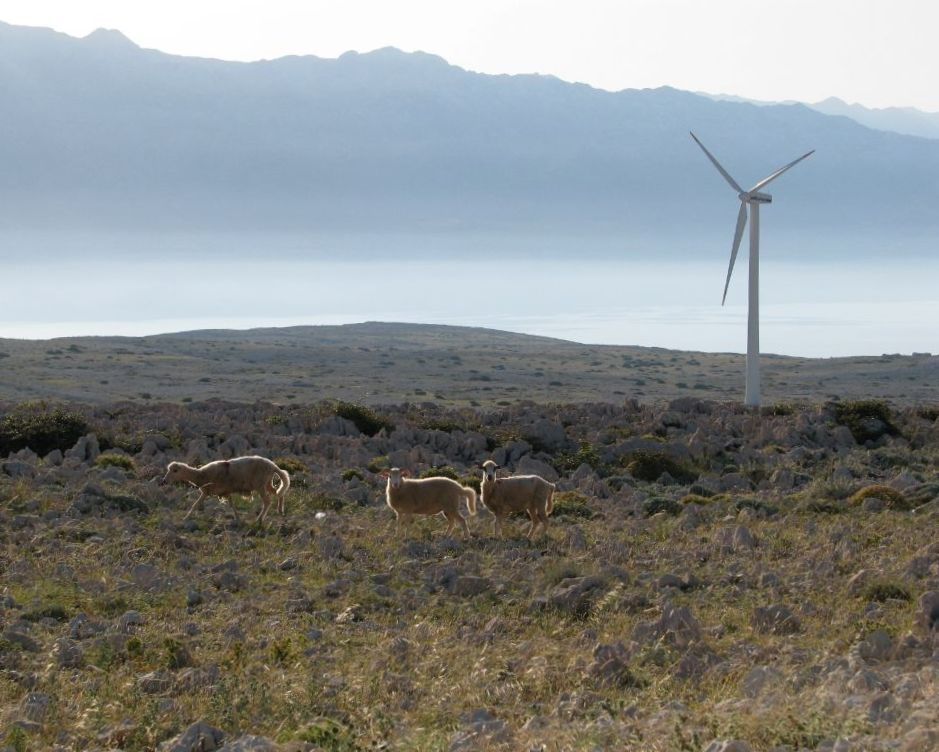
Ravna 1-ша вітрова електростанція

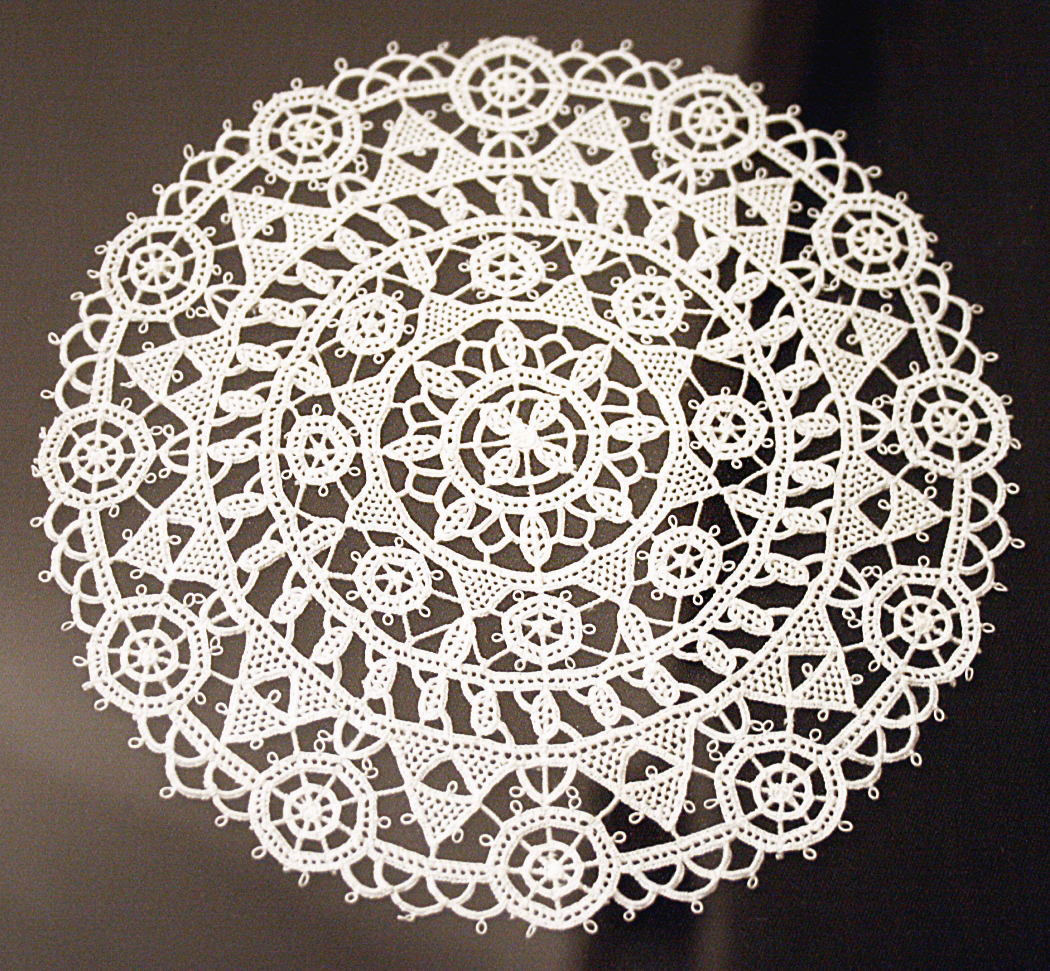
Пажське мереживо

Паг (хорв. Pag, італ. Pago) — острів в Адріатичному морі, біля берегів Хорватії, в центральній Далмації.

## Загальні дані
Площа острова — 284,56 км², довжина берегової лінії — 269,2 км. Довжина Пага — близько 60 км, ширина коливається від 2 до 10 км. Як і більшість островів північної і центральної Далмації, Паг сильно витягнутий в напрямку з північного заходу на південний схід.
Населення острова — 8 398 (2001) осіб. На острові тільки два міста — Новаля (Novalja) з населенням 2 078 осіб у північній частині острова і Паг з населенням 2 701 особа — в центральній. Решта жителів проживають в численних селах. Південна частина острова відділена від материка вузькою протокою, через котру побудований Пазький міст. Міст над протокою знаходиться приблизно за 30 км від Задара. Північна частина острова пов'язана із материком поромною переправою Призна (Prizna) — Жиглєн (Žigljen). Острів адміністративно розділений між двома жупаніями. Північна частина острова належить жупанії Лика-Сень, південна — жупанії Задар.

## Історія
Перші поселення з'явились тут на початку нашої ери.
Ім'я Паг вперше було згадано в X ст. У 976 р. хорватський король Степан Држислав відвоював острів у Візантії. У 1244 р. хорватсько-угорський король Бела IV дав місту Паг статус вільного королівського міста. У війнах за Задар між Венецією й угорсько-хорватським королівством у XIV столітті Паг сильно постраждав.
Під час Хорватської війни у 1991 році, що спалахнула відразу за проголошенням незалежності Хорватії, острів Паг був єдиним шляхом, що зв'язував північну і південну Хорватію, по ньому здійснювалися поставки вантажів в обхід контрольованого сербами узбережжя.

## Клімат
Середземноморський.

## Економіка

### Вітрова електростанція Равна 1
Перша хорватська вітрова електростанція була збудована на острові Паг, на північний схід від міста Паг. 5.95 MW «Vjetroelektrana Ravna 1» складається із 7 вітряних турбін Vestas V52. Станція працює із 2004 року.

### Зайнятість населення
Населення, як і на інших островах Далмації зайнято туристичним обслуговуванням, рибальством, сільським господарством. Особливими сферами діяльності жителів Пагу є добування солі, виробництво пазького сиру і пазьких мережив.
Головний напрям в сільському господарстві — не виноградаство, як на багатьох інших островах, а розведення овець. Традиції вівчарства на острові давні і мають корені ще в античності. На сьогодні на острові утримується близько 40 000 овець.
Солеваріння також здавна було одним із головних занять пажців. Річний видобуток солі на острові становить 33 000 тонн, тобто більше 2/3 від загальної кількості солі, що добувається в Хорватії.
Виробництво пазького сиру (твердого сиру із овечого молока із додаванням оливкової олії) і пазьких мережив також приносить значну частину доходів острова.
Кількість туристів, що відвідують острів, хоча і менше туристів на Брачі або Хварі, але останніми роками неухильно зростає.

## Визначні місця
- Паг — зразок середньовічного містобудівного планування. Княжий і незакінченний єпископальний палац, побудовані, як і саме місто, за кресленнями Юрая Далматинаца, міський собор початку XVI століття, бенедиктинська церква св. Маргарити.
- Новаля — старовинне невелике містечко, що набуло останнім часом слави «хорватської Ібіци» через свої пляжі та гучні дискотеки.